# Fabrizio Poletti
Pour les articles homonymes, voir Poletti.
Fabrizio Poletti né le 13 juillet 1943 est un footballeur international italien, qui évoluait au poste de défenseur, devenu par la suite entraîneur.

## Carrière
Sous le maillot du Torino, il joue entre 1962 et 1971 un total de 275 matchs, ce qui le classe au 14e rang au nombre de matchs joués sous le maillot Grenade. Il remporte deux coupes d'Italie en 1968 et 1971, puis et vendu à Cagliari. Il y reste trois saisons, avant de partir pour la Sampdoria où il joue ses 5 derniers matchs en Série A.
En équipe nationale, il compte six sélections. Il participe à la coupe du monde 1970 où la Squadra Azzurra est battue en finale par le Brésil. En demi-finale, il est au marquage de Gerd Müller. Une mésentente entre Poletti et son gardien Enrico Albertosi profite à l'attaquant qui marque le second but allemand.
Le 15 octobre 1967, il est impliqué dans un accident de voiture qui coûta la vie à son ami et coéquipier Gigi Meroni. La voiture est percutée par celle d'un supporter du Torino, Attilio Romero, âgé de 19 ans. Dans les années 2000, celui-ci deviendra président du Torino.
En 1978, il prend place sur le banc du club de Suzzara, en Série D, mais ne parvient pas à éviter la relégation.

## Palmarès
- Vainqueur de la Coupe d'Italie en 1968 et 1971 avec le Torino FC